# Dębki
Pour l’article homonyme, voir Dębki (Basse-Silésie).
Dębki est une localité polonaise de la voïvodie de Poméranie et du powiat de Puck. 